# Jamaica Station (Royal Navy)
La Jamaica Station fu la designazione del comando navale della Royal Navy nonché della relativa formazione navale dislocata nelle acque della Giamaica. Il comando ebbe sede a Port Royal a partire dal 1655; nel 1830 fu sciolto e unito alla North America and West Indies Station.

## Storia
La stazione fu creata dopo l'occupazione dell'isola di Giamaica nel 1655 stanziandovi una dozzina di fregate. Il primo "Ammiraglio e Generale del mare" fu Sir William Penn. I compiti principali della base nei primi anni erano la difesa della Giamaica e le azioni di disturbo contro i porti e le navi spagnole.

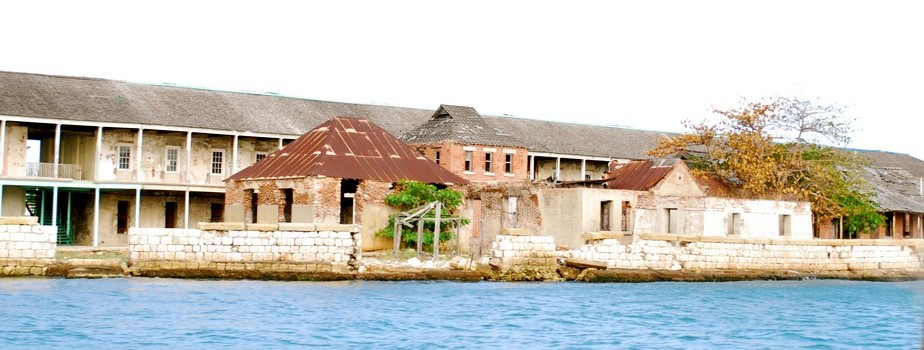
I ruderi dell'ospedale navale

Alla fine degli anni 20 del 1700 tre comandanti successivi della stazione persero la vita a causa di malattie tropicali mentre tentavano il blocco di Portobelo durante la Guerra anglo-spagnola (1727-1729). Un resoconto della forza della marina presso la stazione Giamaica nel 1742 individuò in circa 3.000 uomini idonei su un totale di 6.620 uomini.
La cattiva salute generale associata alla stazione continuò per tutto il secolo. Nel 1745 fu costruito sull'isola un ospedale della Marina, ma la strumentazione era insufficiente e molti pazienti ricoverati di malattie a bordo delle navi ne contrassero altre mentre si trovava nell'ospedale stesso. Un rapporto all'Ammiragliato nel 1749 scoprì che l'Ospedale era "piuttosto un male per il servizio, piuttosto che un sollievo".
La stazione si fuse con la North American Station per formare la North America e la West Indies Station nel 1830. 
La stazione chiuse nel 1830, ma la Royal Navy continuò ad utilizzare il cantiere fino alla chiusura nel 1905. Un terremoto nel 1907 e un uragano nel 1951 danneggiarono il cantiere ormai abbandonato. Parte della stazione ospita ora il quartier generale della Jamaica Defence Coast Guard (HMJS Cagway, Port Royal); il resto è in fase di restauro nell'ambito del Port Royal Heritage Tourism Project.

## Commander-in-Chiefs
Comandanti includono:

### Commander-in-Chief, Jamaica Station
- Vice-ammiraglio William Penn (1655)
- Vice-ammiraglio William Goodsonn (1655–57)
- Vice-ammiraglio Christopher Myngs (1657-1660; 1662–63)
- Sir Thomas Whetstone (1663-1668)
- Vice-ammiraglio Henry Morgan (1669)
- Commodoro Ralph Wrenn (1691-1692)
- Retroammiraglio Francis Wheler (1692-1694)
- Vice-ammiraglio John Benbow (1701-02)
- Commodoro William Whetstone (1702–03)
- Vice-ammiraglio John Graydon (1703)
- Retroammiraglio Sir William Whetstone (1705–06)

- Commodoro William Kerr (1706)

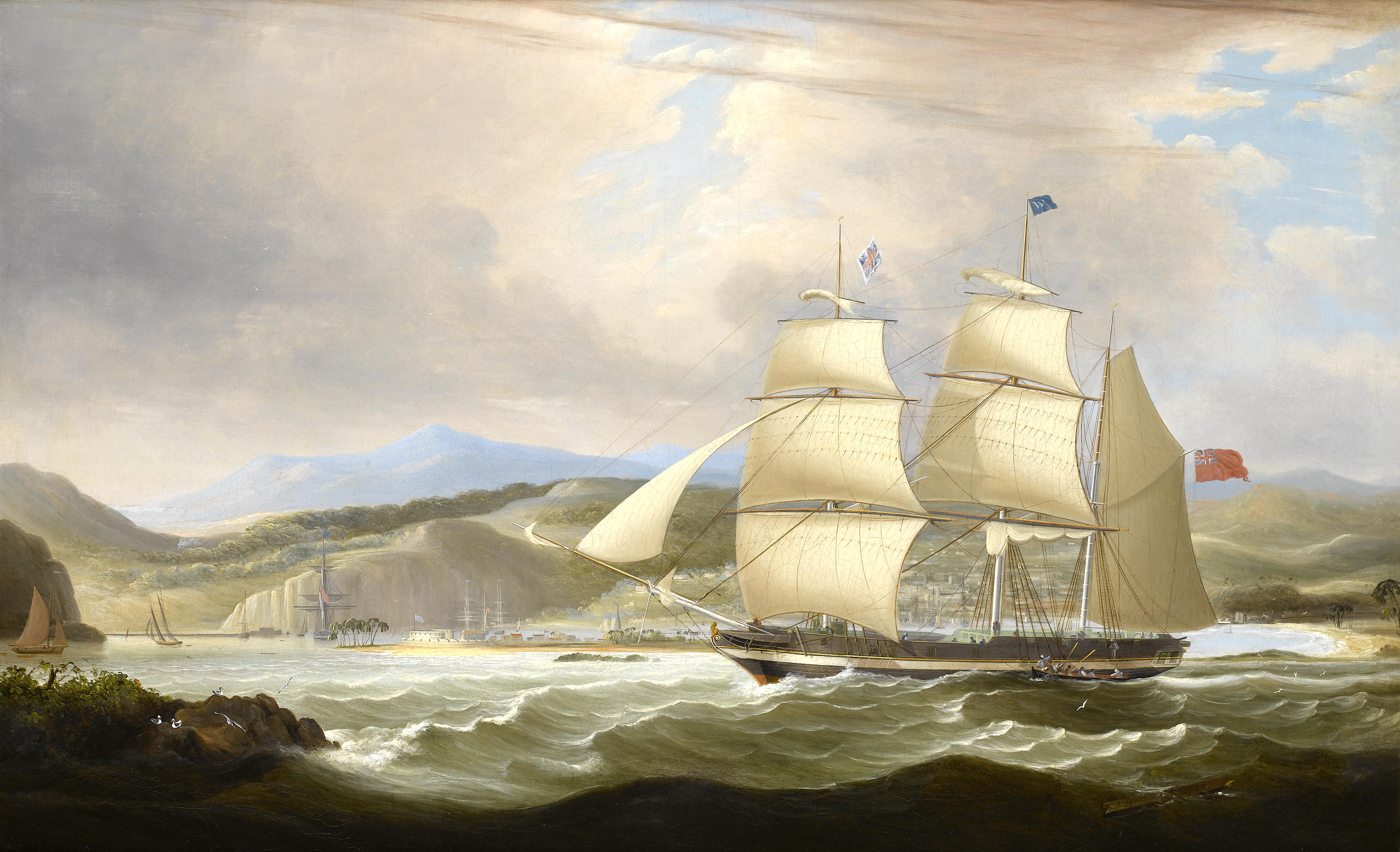
The barque Woodmansterne calling for a pilot at Port Royal

- Retroammiraglio Sir John Jennings (1706)
- Retroammiraglio Charles Wager (1707–09)
- Commodoro James Littleton (1710–12)
- Retroammiraglio Sir Hovenden Walker (1712)
- Commodoro Edward Vernon (1720)
- Vice-ammiraglio Francis Hosier (1726–27)
- Commodoro Edward St. Lo (1727)
- Vice-ammiraglio Edward Hopson (1728)
- Retroammiraglio Edward St. Lo (1728–29)
- Commodoro William Smith (1729)
- Retroammiraglio Charles Stewart (1730–32)
- Commodoro Richard Lestock (1732)
- Commodoro Sir Chaloner Ogle (1732–36)
- Capitano Digby Dent (1736–37)
- Commodoro Sir Chaloner Ogle (1737–39)
- Ammiraglio Edward Vernon (1739–42)
- Retroammiraglio Sir Chaloner Ogle (1742–44)
- Vice-ammiraglio Thomas Davers (1744–46)
- Capitano Cornelius Mitchell (1746)
- Capitano Digby Dent (1747)
- Retroammiraglio Charles Knowles (1747–49)
- Commodoro George Townshend (1749–52)
- Retroammiraglio George Townshend (1755–57)
- Retroammiraglio Thomas Cotes (1757–60)
- Retroammiraglio Charles Holmes (1760–61)
- Commodoro Sir James Douglas (1762)
- Retroammiraglio Augustus Keppel (1762–64)
- Retroammiraglio William Burnaby (1764–66)
- Retroammiraglio William Parry (1766–69)
- Commodoro Arthur Forrest (1769–70)
- Retroammiraglio George Rodney (1771–74)
- Vice-ammiraglio Clark Gayton (1774–78)
- Vice-ammiraglio Peter Parker (1778–82)
- Vice-ammiraglio Joshua Rowley (1782–83)
- Vice-ammiraglio James Gambier (1783–84)
- Capitano John Pakenham (1785)
- Capitano Alan Gardner (1785)
- Retroammiraglio Alexander Innes (1786)
- Commodoro Alan Gardner (1786–89)
- Retroammiraglio Philip Affleck (1790–1793)
- Commodoro John Ford (1793–95)
- Retroammiraglio William Parker (1796)
- Commodoro Richard Rodney Bligh (1796)
- Vice-ammiraglio Sir Hyde Parker (1796–1800)
- Vice-ammiraglio Lord Hugh Seymour (1800–01)
- Retroammiraglio Robert Montague (1802)
- Vice-ammiraglio Sir John Duckworth (1803–04)
- Vice-ammiraglio James Richard Dacres (1804–08)
- Vice-ammiraglio Bartholomew Rowley (1809–11)
- Vice-ammiraglio Charles Stirling (1811–12)
- Vice-ammiraglio James Vashon (1812)
- Retroammiraglio William Brown (1813–14)
- Vice-ammiraglio Sir Alexander Cochrane (1814–15) (also C-in-C of the North American Station during the latter part of the War of 1812)
- Retroammiraglio John Erskine Douglas (1816–17)
- Retroammiraglio Sir Home Riggs Popham (1817–20)
- Retroammiraglio Sir Charles Rowley (1820–23)

### Commander-in-Chief, West Indies
- Commodoro Edward Owen (1823)
- Vice-ammiraglio Lawrence Halsted (1824–27)
- Vice-ammiraglio Charles Elphinstone Fleeming (1828–29)